# Haldaur
Haldaur är en ort i Indien.   Den ligger i distriktet Bijnor och delstaten Uttar Pradesh, i den norra delen av landet, 130 km nordost om huvudstaden New Delhi. Haldaur ligger 238 meter över havet och antalet invånare är 18 686.
Terrängen runt Haldaur är mycket platt. Runt Haldaur är det tätbefolkat, med 849 invånare per kvadratkilometer. Närmaste större samhälle är Bijnor, 17,0 km nordväst om Haldaur. Trakten runt Haldaur består till största delen av jordbruksmark.